# Primtalsfunktionen
Primtalsfunktionen är en viktig funktion inom talteori som definieras som antalet primtal mindre eller lika stora som ett tal x. Denna funktion betecknas vanligtvis som π(x) (utan någon koppling till talet π).

## Historia
På 1700-talet upptäckte Gauss och Legendre att
{\displaystyle x/\operatorname {ln} (x)\!}
är en bra approximation för primtalsfunktionen; mer specifikt,
{\displaystyle \lim _{x\rightarrow \infty }{\frac {\pi (x)}{x/\operatorname {ln} (x)}}=1.\!}

Det här är känt som primtalssatsen; den bevisades i slutet av 1800-talet. Feltermen i approximationen har undersökts mycket och ett starkt resultat säger att
{\displaystyle \lim _{x\rightarrow \infty }\pi (x)/\operatorname {li} (x)=1.\!}
där li(x) betecknar den logaritmiska integralfunktionen
{\displaystyle \operatorname {li} (x)=\int _{0}^{x}{\frac {dt}{\ln t}}.}

## Tabell av π(x),x/ lnxoch li(x)
Tabellen visar de tre funktionerna π(x), x / ln x och li(x) vid potenser av 10. Se även  och.
| x    | π(x)                            | π(x) − x / ln x               | li(x) − π(x)   | x / π(x) |
| ---- | ------------------------------- | ----------------------------- | -------------- | -------- |
| 10   | 4                               | −0.3                          | 2.2            | 2.500    |
| 102  | 25                              | 3.3                           | 5.1            | 4.000    |
| 103  | 168                             | 23                            | 10             | 5.952    |
| 104  | 1,229                           | 143                           | 17             | 8.137    |
| 105  | 9,592                           | 906                           | 38             | 10.425   |
| 106  | 78,498                          | 6,116                         | 130            | 12.740   |
| 107  | 664,579                         | 44,158                        | 339            | 15.047   |
| 108  | 5,761,455                       | 332,774                       | 754            | 17.357   |
| 109  | 50,847,534                      | 2,592,592                     | 1,701          | 19.667   |
| 10   | 455,052,511                     | 20,758,029                    | 3,104          | 21.975   |
| 1011 | 4,118,054,813                   | 169,923,159                   | 11,588         | 24.283   |
| 1012 | 37,607,912,018                  | 1,416,705,193                 | 38,263         | 26.590   |
| 1013 | 346,065,536,839                 | 11,992,858,452                | 108,971        | 28.896   |
| 1014 | 3,204,941,750,802               | 102,838,308,636               | 314,890        | 31.202   |
| 1015 | 29,844,570,422,669              | 891,604,962,452               | 1,052,619      | 33.507   |
| 1016 | 279,238,341,033,925             | 7,804,289,844,393             | 3,214,632      | 35.812   |
| 1017 | 2,623,557,157,654,233           | 68,883,734,693,281            | 7,956,589      | 38.116   |
| 1018 | 24,739,954,287,740,860          | 612,483,070,893,536           | 21,949,555     | 40.420   |
| 1019 | 234,057,667,276,344,607         | 5,481,624,169,369,960         | 99,877,775     | 42.725   |
| 1020 | 2,220,819,602,560,918,840       | 49,347,193,044,659,701        | 222,744,644    | 45.028   |
| 1021 | 21,127,269,486,018,731,928      | 446,579,871,578,168,707       | 597,394,254    | 47.332   |
| 1022 | 201,467,286,689,315,906,290     | 4,060,704,006,019,620,994     | 1,932,355,208  | 49.636   |
| 1023 | 1,925,320,391,606,803,968,923   | 37,083,513,766,578,631,309    | 7,250,186,216  | 51.939   |
| 1024 | 18,435,599,767,349,200,867,866  | 339,996,354,713,708,049,069   | 17,146,907,278 | 54.243   |
| 1025 | 176,846,309,399,143,769,411,680 | 3,128,516,637,843,038,351,228 | 55,160,980,939 | 56.546   |

Grafen visar kvoten av primtalsfunktionen π(x) med dess två approximationer x/ln x och Li(x). Då x växer (notera att x-axeln är logaritmisk) närmar sig båda kvoten 1. Kvoten x/ln x konvergerar ovanifrån väldigt långsamt, medan kvoten för Li(x) konvergerar snabbare nedanifrån.

I Nätuppslagsverket över heltalsföljder är π(x) följden   A006880, π(x) - x / ln x är följden  A057835 och li(x) − π(x) är följden A057752. Värdet på π(1024) räknades ursprungligen av J. Buethe, J. Franke, A. Jost och T. Kleinjung under antagandet av Riemannhypotesen. Den har sedan dess kontrollerats oberoende av Riemannhypotesen av D. J. Platt.

## Olikheter
{\displaystyle {\frac {x}{\ln x}}<\pi (x)<1.25506{\frac {x}{\ln x}}\!} för x ≥ 17.
Olikheten till vänster gäller för x ≥ 17 och olikheten till höger för x > 1.
{\displaystyle n(\ln(n\ln n)-1)<p_{n}<n{\ln(n\ln n)}\!} för n ≥ 6.
{\displaystyle \forall x\geq 55,\quad {\frac {x}{\ln x+2}}<\pi (x)<{\frac {x}{\ln x-4}}}
En olikhet av Pierre Dusart är
{\displaystyle {\frac {x}{\ln x}}\left(1+{\frac {1}{\ln x}}\right)<\pi (x)<{\frac {x}{\ln x}}\left(1+{\frac {1}{\ln x}}+{\frac {2.51}{(\ln x)^{2}}}\right).}
Första olikheten gäller för alla x ≥ 599 och andra för alla x ≥ 355991.

### Littlewoods sats
1914 bevisade John Littlewood att det finns godtyckligt stora värden på x för vilka
{\displaystyle \pi (x)>\operatorname {Li} (x)+{\frac {1}{3}}{\frac {\sqrt {x}}{\log x}}\log \log \log x}
och godtyckligt stora värden på x för vilka
{\displaystyle \pi (x)<\operatorname {Li} (x)-{\frac {1}{3}}{\frac {\sqrt {x}}{\log x}}\log \log \log x.}
Av det följer att differensen π(x) − Li(x) byter tecken oändligt ofta.

## Riemannhypotesen
Riemannhypotesen är ekvivalent med att
{\displaystyle \pi (x)=\operatorname {li} (x)+O({\sqrt {x}}\log {x}).}